# Adriaan van Wijngaarden
Adriaan van Wijngaarden (Róterdam, 2 de noviembre de 1916 – 7 de febrero de 1987) fue un matemático y científico informático, quien es considerado por varios como el padre de la informática (ciencia computacional) en los Países Bajos. Incluso, aunque fue entrenado como Ingeniero, van Wijngaarden enfatizó en promover los aspectos matemáticos de la computación, primeramente en análisis numérico, luego en lenguajes de programación y finalmente en el diseño de los principios de los lenguajes de programación.